# Ловци на натприродно (7. сезона)
Седма сезона серије Ловци на натприродно, америчке фантастичне телевизијске серије аутора Ерика Крипкеа, емитована је од 23. септембра 2011. до 18. маја 2012. године, с укупно 23 епизоде. Сезона се фокусира на протагонисте Сема (Џаред Падалеки) и Дина Винчестера (Џенсен Аклс) који се суочавају са новим непријатељима званим левијатани, јачи од било чега са чиме су се до сада сусрели, чиме њихово уобичајено оружје постаје бескорисно.
Сезона је 12. јануара 2012. године освојила две Награде по избору публике. Друга је и финална сезона у којој је Сера Гамбл била у улози шоуранера, док је Џереми Карвер наслеђује од осме сезоне. Седма сезона је имала просечну гледаност од 1,73 милиона гледалаца у САД.

## Улоге

### Главне
- Џаред Падалеки као Сем Винчестер
- Џенсен Аклс као Дин Винчестер

### Специјалне гостујуће
- Миша Колинс као Кастиел / Емануел
- Џејмс Марстерс као Дон Старк
- Каризма Карпентер као Меги Старк
- Ди Џеј Кволс као Гарт Фицџералд

### Гостујуће
- Џим Бивер као Боби Сингер
- Џејмс Патрик Стјуарт као Дик Роман
- Бенито Мартинез као Едгар
- Марк А. Шепард као Кроули
- Кевин Макнали као Френк Деверо
- Марк Пелегрино као Луцифер
- Камерон Банкрофт као др Гејнс
- Осрик Чау као Кевин Тран
- Оливија Ченг као Сузан
- Рејчел Мајнер као Мег Мастерс
- Ким Родс као шерифкиња Џоди Милс
- Шон Овен Робертс као Чет
- Лариса Гомез као Луиза
- Кајра Леједо као Линда Тран
- Фелисија Деј као Чарли Бредбери
- Кари Флеминг као Карен Сингер
- Медисон Маклофлин као Криси Чејмберс
- Емили Перкинс као Беки Розен
- Ема Грабински и Џул Стејт као Ејми Понд
- Џулијан Ричингс као Смрт
- Аљона Таљ као Џо Харвел
- Стивен Вилијамс као Руфус Тарнер
- Рик Ворти као алфа вампир

## Епизоде
У овој табели, број у првој колони се односи на број епизоде у целој серији, док број у другој колони означава број епизоде у овој сезони. „Гледаност у САД (милиони)” се односи на то колико је Американаца гледало премијеру епизоде или на дан емитовања.
| Бр. еп. (укупно) | Бр. еп. (у сезони) | Српски наслов Изворни наслов                  | Редитељ       | Сценариста                      | Премијера                         | Прод. код | Гледаност у САД (милиони) |
| ---------------- | ------------------ | --------------------------------------------- | ------------- | ------------------------------- | --------------------------------- | --------- | ------------------------- |
| 127              | 1                  | Упознајте новог шефа                          | Фил Сгрича    | Сера Гамбл                      | 23. септембар 2011. 8. март 2022. |           | 2,01                      |
| 128              | 2                  | Здраво, окрутни свете                         | Гај Би        | Бен Едлунд                      | 30. септембар 2011. 8. март 2022. |           | 1,80                      |
| 129              | 3                  | Девојка из суседства                          | Џенсен Аклс   | Ендру Даб и Данијел Лофлин      | 7. октобар 2011. 8. март 2022.    |           | 1,72                      |
| 130              | 4                  | Одбрана сопственог живота                     | Роберт Сингер | Адам Глас                       | 14. октобар 2011. 8. март 2022.   |           | 1,69                      |
| 131              | 5                  | Умукни, др Фил                                | Фил Сгрича    | Бред Бакнер и Јуџини Рос Леминг | 21. октобар 2011. 8. март 2022.   |           | 1,92                      |
| 132              | 6                  | Слешер                                        | Џон Шоуолтер  | Роби Томпсон                    | 28. октобар 2011. 8. март 2022.   |           | 1,74                      |
| 133              | 7                  | Менталисти                                    | Мајк Рол      | Бен Акнер и Бен Блекер          | 4. новембар 2011. 8. март 2022.   |           | 1,84                      |
| 134              | 8                  | Седма сезона, време за венчање!               | Тим Ендру     | Ендру Даб и Данијел Лофлин      | 11. новембар 2011. 8. март 2022.  |           | 1,85                      |
| 135              | 9                  | Како пронаћи пријатеље и утицати на чудовишта | Гај Би        | Бен Едлунд                      | 18. новембар 2011. 8. март 2022.  |           | 1,55                      |
| 136              | 10                 | Врата смрти                                   | Роберт Сингер | Сера Гамбл                      | 2. децембар 2011. 8. март 2022.   |           | 1,89                      |
| 137              | 11                 | Дадиљине пустоловине                          | Жано Шварц    | Адам Глас                       | 6. јануар 2012. 8. март 2022.     |           | 1,82                      |
| 138              | 12                 | С времена на време                            | Фил Сгрича    | Роби Томпсон                    | 13. јануар 2012. 8. март 2022.    |           | 1,55                      |
| 139              | 13                 | Слајс герлс                                   | Џери Ванек    | Јуџини Рос Леминг и Бред Бакнер | 3. фебруар 2012. 8. март 2022.    |           | 1,72                      |
| 140              | 14                 | Чаробна менаџерија Плакија Пенивисла          | Мајк Рол      | Ендру Даб и Данијел Лофлин      | 10. фебруар 2012. 8. март 2022.   |           | 1,88                      |
| 141              | 15                 | Репомен                                       | Томас Џ. Рајт | Бен Едлунд                      | 17. фебруар 2012. 8. март 2022.   |           | 1,74                      |
| 142              | 16                 | Излазак с маторцима                           | Џон Шоуолтер  | Роберт Сингер и Џени Клајн      | 16. март 2012. 8. март 2022.      |           | 1,73                      |
| 143              | 17                 | Поново рођени идентитет                       | Роберт Сингер | Сера Гамбл                      | 23. март 2012. 8. март 2022.      | 3X7067    | 1.63                      |
| 144              | 18                 | Журка се наставља, Гарт                       | Фил Сгрича    | Адам Глас                       | 30. март 2012. 8. март 2022.      |           | 1,78                      |
| 145              | 19                 | Од великог значаја                            | Тим Ендру     | Бред Бакнер и Јуџини Рос Леминг | 20. април 2012. 8. март 2022.     |           | 1,57                      |
| 146              | 20                 | Девојка са тетоважом тамница и змајева        | Џон Макарти   | Роби Томпсон                    | 27. април 2012. 8. март 2022.     |           | 1,61                      |
| 147              | 21                 | Читање је од суштинског значаја               | Бен Едлунд    | Бен Едлунд                      | 4. мај 2012. 8. март 2022.        |           | 1,66                      |
| 148              | 22                 | Биће крви                                     | Гај Би        | Ендру Даб и Данијел Лофлин      | 11. мај 2012. 8. март 2022.       |           | 1,58                      |
| 149              | 23                 | Опстанак најјачих                             | Роберт Сингер | Сера Гамбл                      | 18. мај 2012. 8. март 2022.       |           | 1,56                      |